# Staatssymfonieorkest van Azerbeidzjan
Het Staatssymfonieorkest van Azerbeidzjan (Azerbeidzjaans: Azərbaycan Dövlət Simfonik Orkestri) is het nationale symfonieorkest van Azerbeidzjan in Bakoe en is het meest prominente orkest van het land. Het werd opgericht in 1920 door de componist Üzeyir Hacıbəyov en was een van de eerste orkesten van de Sovjet-Unie en het eerste nationale orkest van Azerbeidzjan.
Üzeyir Hacıbəyov leidde dit orkest van 1920 tot 1938. Zijn neef Niyazi Hacıbəyov leidde het orkest tussen 1938 en 1984. Tegenwoordig is Rauf Abdullayev de chef-dirigent sinds 1984.

## Chef-dirigenten
- 1920-1938  Üzeyir Hacıbəyov
- 1938-1984  Niyazi Hacıbəyov
- 1984-heden Rauf Abdullayev